# مايا كزابيانكا
مايا كزابيانكا (بالفرنسية: Maya Casabianca)‏ (1941 - 31 ديسمبر 2018)، هي مغنية فرنسية إسرائيلية من مواليد المغرب.
عُرفت المطربة بـ«عشيقة فريد الأطرش». ولدت مايا في المغرب عام 1940 باسم مرجوت المكيس عزران. وفي عام 1948 هاجرت هي وعائلتها إلى إسرائيل.
أغنية «يا جميل يا جميل» غناها الموسيقار الراحل فريد الأطرش للمطربة الراحلة واهداها لها... وغنتها بالفرنسية ووصلت من خلالها إلى العالمية. حظيت مايا كزابيانكا بنجاح عالمي، خصوصاً في فرنسا، وعربياً تألقت في لبنان وسوريا، قبل وصولها إلى إسرائيل. قامت مايا بتسجيل 320 أغنية معظمها لفريد الأطرش، لكن ثلاثين منها كانت تفتخر بها وتعتبرها الأفضل والأجمل.

## من مؤلفاتها
- كتاب: «أنا وهو... قصتي مع فريد الأطرش» (مذكرتها).

## وصلات خارجية
- سيرة طويلة عن حياتها من موقع _المجلة_ بعنوان: حبيبة فريد الأطرش ترحل في صمت